# Shelbourne Football Club
Lo Shelbourne Football Club è una società calcistica irlandese con sede nella città di Dublino.

## Storia
Fondata nel 1895, gioca le sue partite casalinghe in tenuta rossa con risvolti bianchi al Tolka Park. Nel 2006 è stata relegata nella FAI First Division, la seconda divisione irlandese, pur essendosi laureata campione nazionale, per problemi economici. È la seconda squadra più titolata, con 14 titoli vinti, a pari merito con il Dundalk (14) e dietro lo Shamrock Rovers (21).

### Sponsors
Sponsor principale: Culligan UK (dal 2022)

## Rose passate
- 2012

## Statistiche e record

### Statistiche nelle competizioni UEFA
Tabella aggiornata alla stagione 2024-2025.
| Competizione                  | Partecipazioni | G  | V | N | P  | RF | RS |
| ----------------------------- | -------------- | -- | - | - | -- | -- | -- |
| UEFA Champions League         | 6              | 20 | 4 | 8 | 8  | 21 | 31 |
| Coppa delle Coppe UEFA        | 4              | 10 | 1 | 1 | 8  | 9  | 20 |
| Coppa UEFA/UEFA Europa League | 6              | 12 | 0 | 2 | 10 | 8  | 28 |
| UEFA Conference League        | 1              | 4  | 1 | 2 | 1  | 3  | 5  |
| Coppa Intertoto UEFA          | 2              | 6  | 3 | 1 | 2  | 6  | 5  |
| Coppa delle Fiere             | 1              | 5  | 1 | 2 | 2  | 3  | 4  |

## Palmarès

### Competizioni nazionali
- Campionato irlandese: 14

1926, 1929, 1931, 1944, 1947, 1953, 1962, 1992, 2000, 2002, 2003, 2004, 2006, 2024
- Coppa d'Irlanda: 7

1939, 1960, 1963, 1993, 1996, 1997, 2000
- Coppa di Lega irlandese: 1

1996
- Supercoppa d'Irlanda: 1

2025
- FAI First Division: 2

2019, 2021
- League of Ireland Shield: 8

1922, 1923, 1926, 1930, 1944, 1945, 1949, 1971
- Irish Cup: 3

1906, 1911, 1920

### Competizioni regionali
- Leinster Senior Cup: 21

1899-1900, 1900-1901, 1903-1904, 1905-1906, 1907-1908, 1908-1909, 1912-1913, 1913-1914, 1916-1917, 1918-1919, 1923-1924, 1930-1931, 1945-1946, 1948-1949, 1962-1963, 1967-1968, 1971-1972, 1993-1994, 2010, 2016-2017, 2017-2018
- Dublin City Cup: 4

1941-1942, 1946-1947, 1962-1963, 1964-1965

### Altri piazzamenti
- Campionato irlandese:

Secondo posto: 1922-1923, 1923-1924, 1926-1927, 1927-1928, 1929-1930, 1948-1949, 1951-1952, 1997-1998, 2000-2001, 2002-2003
Terzo posto: 1924-1925, 1932-1933, 1939-1940, 1941-1942, 1947-1948, 1949-1950, 1959-1960, 1992-1993, 1994-1995, 1996-1997, 1998-1999, 2005
- Coppa d'Irlanda:

Finalista: 1922-1923, 1924-1925, 1943-1944, 1948-1949, 1950-1951, 1961-1962, 1972-1973, 1974-1975, 1995, 1998, 2011, 2022
Semifinalista: 1921-1922, 1926-1927, 1927-1928, 1931-1932, 1932-1933, 2012
- League of Ireland Cup:

Finalista: 1993-1994, 1997-1998, 2006
Semifinalista: 2005
- Campionato nordirlandese:

Secondo posto: 1906-1907
Terzo posto: 1908-1909
- FAI First Division:

Secondo posto: 1986-1987, 2014
Terzo posto: 2018
- Irish Cup:

Finalista: 1904-1905, 1906-1907, 1907-1908
- Top Four Cup:

Secondo posto: 1959-1960
- Setanta Sports Cup:

Finalista: 2005
Semifinalista: 2006

## Statistiche e record

### Statistiche nelle competizioni UEFA
Tabella aggiornata alla fine della stagione 2018-2019.
| Competizione                  | Partecipazioni | G  | V | N | P  | RF | RS |
| ----------------------------- | -------------- | -- | - | - | -- | -- | -- |
| UEFA Champions League         | 6              | 20 | 4 | 8 | 8  | 21 | 31 |
| Coppa delle Coppe             | 4              | 10 | 1 | 1 | 8  | 9  | 20 |
| Coppa UEFA/UEFA Europa League | 8              | 12 | 0 | 2 | 10 | 8  | 28 |
| Coppa delle Fiere             | 1              | 5  | 1 | 2 | 2  | 3  | 4  |
| Coppa Intertoto               | 2              | 6  | 3 | 1 | 2  | 6  | 5  |

## Organico

### Rosa 2025
Aggiornata al 19 luglio 2025.
| N. |                        | Ruolo | Calciatore            |
| -- | ---------------------- | ----- | --------------------- |
| 1  | Irlanda (bandiera)     | P     | Conor Kearns          |
| 2  | Irlanda (bandiera)     | D     | Sean Gannon           |
| 3  | Irlanda (bandiera)     | D     | Tyreke Wilson         |
| 4  | Irlanda (bandiera)     | D     | Kameron Ledwidge      |
| 5  | Inghilterra (bandiera) | C     | Ellis Chapman         |
| 6  | Irlanda (bandiera)     | C     | Jonathan Lunney       |
| 7  | Inghilterra (bandiera) | C     | Harry Wood            |
| 8  | Irlanda (bandiera)     | C     | Mark Coyle (capitano) |
| 9  | Irlanda (bandiera)     | A     | Sean Boyd             |
| 10 | Irlanda (bandiera)     | A     | John Martin           |
| 11 | Irlanda (bandiera)     | A     | Mipo Odubeko          |
| 14 | Scozia (bandiera)      | C     | Ali Coote             |
| 15 | Inghilterra (bandiera) | D     | Sam Bone              |

| N. |                        | Ruolo | Calciatore         |
| -- | ---------------------- | ----- | ------------------ |
| 16 | Irlanda (bandiera)     | C     | John O'Sullivan    |
| 17 | Irlanda (bandiera)     | A     | Daniel Kelly       |
| 18 | Inghilterra (bandiera) | D     | James Norris       |
| 19 | Irlanda (bandiera)     | P     | Lorcan Healy       |
| 23 | Scozia (bandiera)      | C     | Kerr McInroy       |
| 24 | Irlanda (bandiera)     | D     | Lewis Temple       |
| 27 | Irlanda (bandiera)     | C     | Evan Caffrey       |
| 29 | Irlanda (bandiera)     | D     | Paddy Barrett      |
| 49 | Irlanda (bandiera)     | D     | Raymond Offor      |
| 50 | Irlanda (bandiera)     | P     | Ali Topçu          |
| 53 | Irlanda (bandiera)     | D     | Derinsola Adewale  |
| 55 | Irlanda (bandiera)     | D     | James Roche        |
|    | Irlanda (bandiera)     | C     | Jack Henry-Francis |